# Volledig (maattheorie)
In de maattheorie, een tak van de wiskunde, noemt men een maatruimte volledig als alle deelverzamelingen van nulverzamelingen meetbaar zijn.

## Definitie
Zij {\displaystyle (X,{\mathcal {F}})} een meetbare ruimte. Een maat {\displaystyle \mu } op {\displaystyle {\mathcal {F}}} heet volledig als van elke nulverzameling {\displaystyle N\in {\mathcal {F}}} iedere deelverzameling ook meetbaar is, dus als
{\displaystyle D\subset N\implies D\in {\mathcal {F}}}
Vanzelf is {\displaystyle D} dan ook een nulverzameling.
Volledigheid hangt zowel van de sigma-algebra {\displaystyle {\mathcal {F}}} als van de maat {\displaystyle \mu } af.

## Voorbeeld
Elementaire voorbeelden van volledige maten zijn eenvoudig genoeg te construeren, bijvoorbeeld iedere maat op de discrete stam {\displaystyle 2^{X}} (neem {\displaystyle X} eindig voor een gemakkelijke constructie van {\displaystyle \mu }).
Een interessant voorbeeld van een onvolledige maat is de borelmaat op de borelstam van de reële getallen. Het bewijs hiervan is niet triviaal, maar kan bijvoorbeeld als volgt verlopen:
1. De cantorverzameling is een overaftelbare nulverzameling voor de borelmaat
2. De borelstam heeft de kardinaliteit van de reële getallen
3. Uit de continuümhypothese volgt dat de cantorverzameling strikt meer deelverzamelingen heeft dan de borelstam leden, er bestaan dus deelverzamelingen van de cantorverzameling die niet borelmeetbaar zijn.

## Vervollediging
De volgende constructie associeert met elke (niet noodzakelijk volledige) maatruimte {\displaystyle (X,{\mathcal {F}},\mu )} een uitbreiding die gegarandeerd volledig is.
Definieer {\displaystyle {\mathcal {G}}} als de sigma-algebra voortgebracht door {\displaystyle {\mathcal {F}}} en alle deelverzamelingen van nulverzamelingen.
Definieer {\displaystyle \nu } op {\displaystyle {\mathcal {G}}} als volgt:
{\displaystyle \nu (G)=\inf\{\mu (F)|G\subset F\in {\mathcal {F}}\}}
Dan blijkt {\displaystyle \nu } een maat te zijn, en de twee maten vallen duidelijk samen op {\displaystyle {\mathcal {F}}}. In het bijzonder is de vervollediging van een kansmaat opnieuw een kansmaat.
De lebesguestam en de lebesgue-maat zijn de vervollediging van de borelmaat op de reële getallen, of bij uitbreiding op {\displaystyle \mathbb {R} ^{n}}.